# لینوالیدیک اسید
لینوالیدیک اسید (به انگلیسی: Magnolol) با فرمول شیمیایی C۱۸H۱۸O۲ یک ترکیب شیمیایی با شناسه پاب‌کم ۷۲۳۰۰ است. که جرم مولی آن ۲۶۶٫۳۳۴ g/mol می‌باشد. 